# HNK Šibenik
Der HNK Šibenik ist ein Fußballverein in der kroatischen Stadt Šibenik.

## Geschichte
Der Fußballverein wurde 1932 unter dem Namen NK Šibenik gegründet und mit der Gründung der 1. HNL im Jahre 1992 in HNK Šibenik umbenannt. Als Gründungsmitglied der neuen Liga stieg der Verein trotz zweier letzter Plätze wegen der Umstände des Kroatienkrieges zunächst nicht ab. Erst 2003 erfolgte der Abstieg in die 2. HNL.
Seit 2006 gehörte HNK Šibenik wieder der Eliteliga des Landes an. Der Verein erreichte in der Saison 2009/10 das Pokalfinale und verlor in zwei Spielen gegen HNK Hajduk Split. In der Liga erreichte man in dieser Saison mit dem vierten Platz die beste Platzierung der Vereinsgeschichte. Dadurch konnte man sich erstmals für einen europäischen Wettbewerb qualifizieren. In der Qualifikation zur UEFA Europa League 2010/11 setzte man sich in der ersten Runde gegen die Sliema Wanderers aus Malta mit 0:0 und 3:0 durch. In der zweiten Runde schied man jedoch aus; gegen den zyprischen Vertreter Anorthosis Famagusta ging es im Rückspiel in die Verlängerung. In der Saison 2011/12 erfolgte dann der Abstieg in die 2. kroatische Liga, nachdem man nur den 14. Platz erreichte und ein Jahr später musste Šibenik sogar zurück in die 3. HNL, da der Verein als Viertplatzierter keine Lizenz erhielt.
2015 gelang der Wiederaufstieg in die 2. HNL. In der Saison 2020 wurde man mit acht Punkten Vorsprung Meister der 2. HNL und stieg wieder in die höchste Liga auf. In den folgenden Spielzeiten belegte man den sechsten und achten Platz, bevor der HNL 2023 als Letzter wieder absteigen musste. In derselben Saison konnte man jedoch zum zweiten Mal in das Pokalfinale einziehen, unterlag aber erneut Hajduk Split mit 0:2. Im Januar 2023 war die SEH Sports & Entertainment Holding Hauptgesellschafter des Clubs geworden. Diese ist ebenfalls Mehrheitseigner der SK Austria Klagenfurt sowie des FC Viktoria 1889 Berlin.
In der Spielzeit 2023/24 schaffte man erneut als Zweitligameister den Aufstieg in die höchste nationale Spielklasse Kroatiens. Jedoch erreichte man in der Saison 2024/25 nur den 10 und letzten Platz und musste den sofortigen Wiederabstieg hinnehmen. 

## Stadion

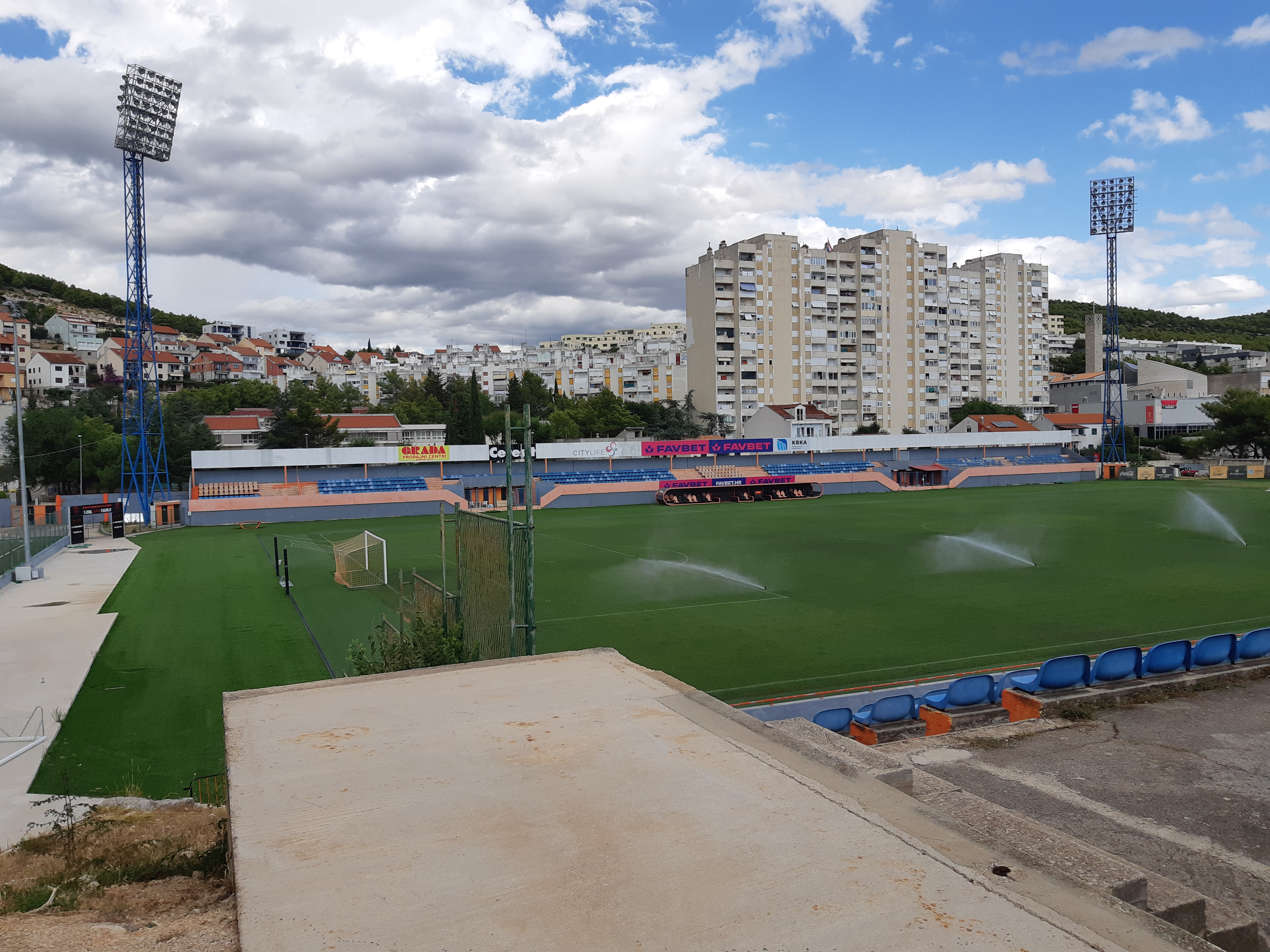
Stadion Šubićevac (2023)

Die Heimspielstätte ist das Stadion Šubićevac. Es bietet heute 8500 Plätze.

## Kader der Saison 2024/25
Stand: 17. Januar 2025
| Nr. |                    | Position | Name              |
| --- | ------------------ | -------- | ----------------- |
| 1   | Kroatien           | TW       | Antonio Đaković   |
| 2   | Kroatien           | AB       | Bruno Brajković   |
| 4   | Kroatien           | AB       | Josip Gačić       |
| 5   | Kroatien           | AB       | Duje Dujmović     |
| 7   | Kroatien           | ST       | Josip Majić       |
| 8   | Montenegro         | MF       | Ognjen Bakić      |
| 9   | Kroatien           | ST       | Ivan Božić        |
| 11  | Kroatien           | ST       | Ivan Laća         |
| 14  | Ghana              | AB       | Morrison Agyemang |
| 18  | Kroatien           | ST       | Ivan Santini      |
| 19  | Kroatien           | ST       | Ivan Delić        |
| 20  | Vereinigte Staaten | AB       | Aidan Liu         |
| 21  | Spanien            | MF       | Iker Pozo         |
| 22  | Kroatien           | ST       | Toni Kolega       |

| Nr. |                         | Position | Name              |
| --- | ----------------------- | -------- | ----------------- |
| 23  | Kolumbien               | ST       | Carlos Torres     |
| 24  | Kroatien                | AB       | Roberto Punčec    |
| 25  | Kroatien                | TW       | Patrik Mohorović  |
| 27  | Kroatien                | MF       | Lovre Kulušić     |
| 28  | Kroatien                | MF       | Ivan Roca         |
| 30  | Kroatien                | ST       | Bruno Zdunić      |
| 36  | Kroatien                | MF       | Ante Kavelj       |
| 43  | Kroatien                | AB       | Šime Gržan        |
| 44  | Nordmazedonien          | AB       | Leonard Žuta      |
| 55  | Osterreich              | AB       | Stefan Perić      |
| 74  | Kroatien                | TW       | Luigi Mišević     |
| 77  | Kroatien                | ST       | Ivan Baković      |
| 88  | Kroatien                | MF       | Marin Prekodravac |
|     | Bosnien und Herzegowina | AB       | Elvir Duraković   |

## Trainer
- Tomislav Ivić (1972–1973)
- Ivan Šangulin (1985, 1989–1992, 1994)
- Goran Tomić (2011–2013, 2016)

## Spieler
- Ivan Šangulin (1955–1961)
- Branko Oblak (1980–1982)
- Mladen Pralija (1982–1985)
- Slaven Bilić (1988–1989)
- Goran Tomić (198?–1995) Jugend, (1995–1997) Spieler,
- Tihomir Bulat (1997–2001)
- Gordon Schildenfeld (199?–2001) Jugend, (2001–2007) Spieler,
- Jurica Puljiz (2003)
- Ante Kulušić (2003–2009)
- Silvije Čavlina (2006–2007)
- Goran Blažević (2008–2011)
- Nediljko Labrović (2018–2021)